# Ірене Куртоні
Ірене Куртоні (італ. Irene Curtoni) — італійська гірськолижниця, призер чемпіонату  світу.
Бронзову медаль світової першості Куртоні здобула на чемпіонаті 2019 року в змаганнях змішаних команд.  

## Результати чемпіонатів світу
| Рік  | Вік | Слалом | Гігантський слалом | Супергігант | Швидкісний спуск | Комбінація | Командні |
| ---- | --- | ------ | ------------------ | ----------- | ---------------- | ---------- | -------- |
| 2009 | 23  | DSQ2   | —                  | —           | —                | —          |          |
| 2011 | 25  | 11     | 27                 | —           | —                | —          |          |
| 2013 | 27  | DNF1   | 14                 | —           | —                | —          |          |
| 2015 | 29  | —      | —                  | —           | —                | —          |          |
| 2017 | 31  | DNF1   | —                  | —           | —                | —          |          |
| 2019 | 33  |        |                    |             |                  |            | 3        |

## Результати Олімпійських ігор
| Рік  | Вік | Слалом | Гігантський слалом | Супергігант | Швидкісний спуск | Комбінація |
| ---- | --- | ------ | ------------------ | ----------- | ---------------- | ---------- |
| 2018 | 32  | 10     | —                  | —           | —                | —          |